# Áurea
Áurea es un municipio Brasileño del estado de Rio Grande do Sul, pertenece a la Mesorregión Noroeste Rio-Grandense y a la Microrregión de Erechim.
Se encuentra ubicado a una latitud de 27° 41' Sur y una longitud de 52° 04' Oeste. Fue creada el 24 de noviembre de 1987. Su población estimada para el año 2004 era de 3.789 habitantes.
Ocupa una superficie de 158,3 km².